# Wachendorfia
Wachendorfia är ett släkte av enhjärtbladiga växter. Wachendorfia ingår i familjen Haemodoraceae.
Kladogram enligt Catalogue of Life:
| Wachendorfia | \| \| Wachendorfia brachyandra \| \| \| \| \| \| Wachendorfia multiflora \| \| \| \| \| \| Wachendorfia paniculata \| \| \| \| \| \| Wachendorfia thyrsiflora \| \| \| \| |
|              | \| \| Wachendorfia brachyandra \| \| \| \| \| \| Wachendorfia multiflora \| \| \| \| \| \| Wachendorfia paniculata \| \| \| \| \| \| Wachendorfia thyrsiflora \| \| \| \| |
|              | Anigozanthos |
|              | |
|              | Barberetta |
|              | |
|              | Blancoa |
|              | |
|              | Conostylis |
|              | |
|              | Dilatris |
|              | |
|              | Haemodorum |
|              | |
|              | Lachnanthes |
|              | |
|              | Macropidia |
|              | |
|              | Phlebocarya |
|              | |
|              | Pyrrorhiza |
|              | |
|              | Schiekia |
|              | |
|              | Tribonanthes |
|              | |
|              | Xiphidium |
|              | |
|              | Wachendorfia brachyandra |
|              | |
|              | Wachendorfia multiflora |
|              | |
|              | Wachendorfia paniculata |
|              | |
|              | Wachendorfia thyrsiflora |
|              | |

|  | Wachendorfia brachyandra |
|  |                          |
|  | Wachendorfia multiflora  |
|  |                          |
|  | Wachendorfia paniculata  |
|  |                          |
|  | Wachendorfia thyrsiflora |
|  |                          |

## Bildgalleri

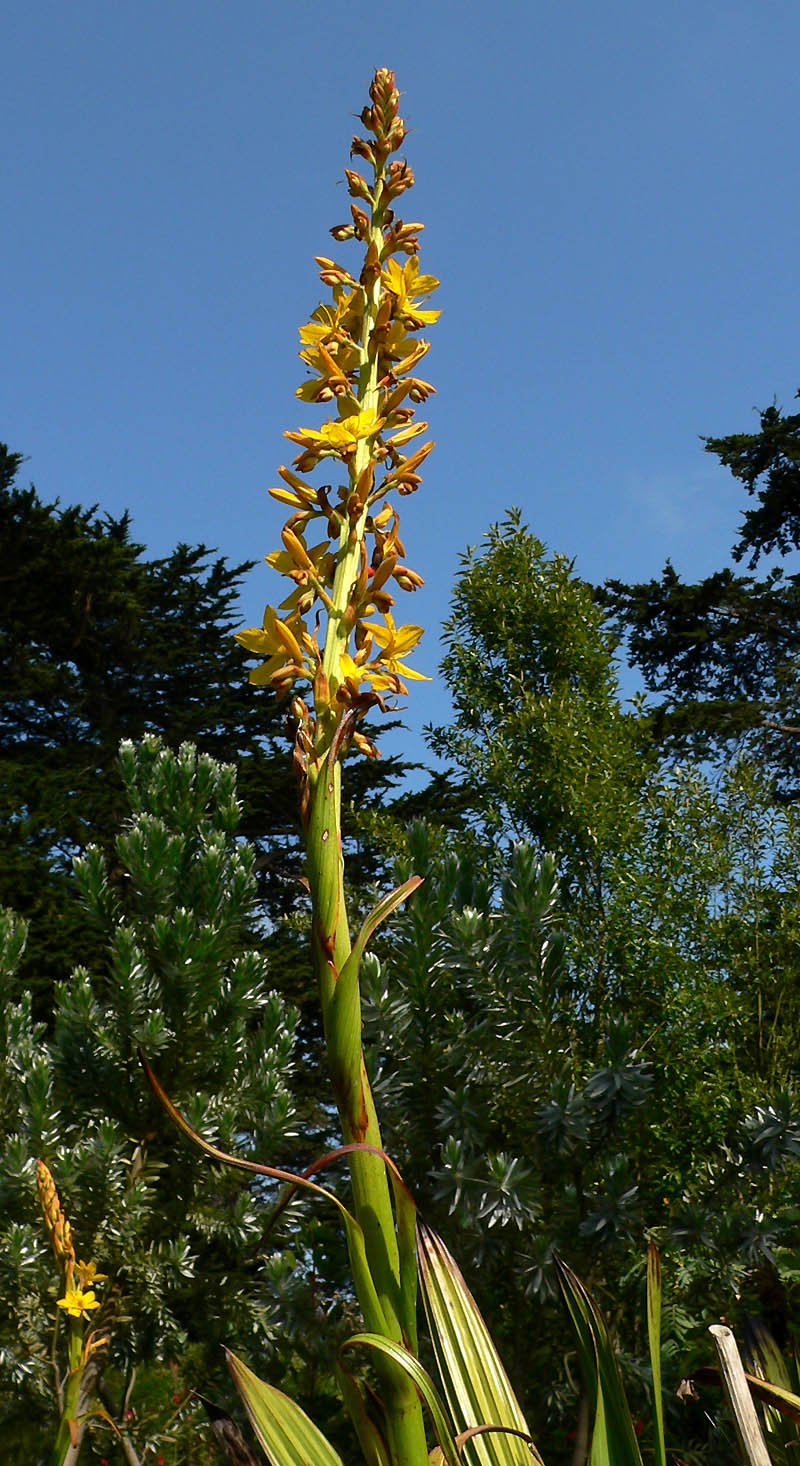
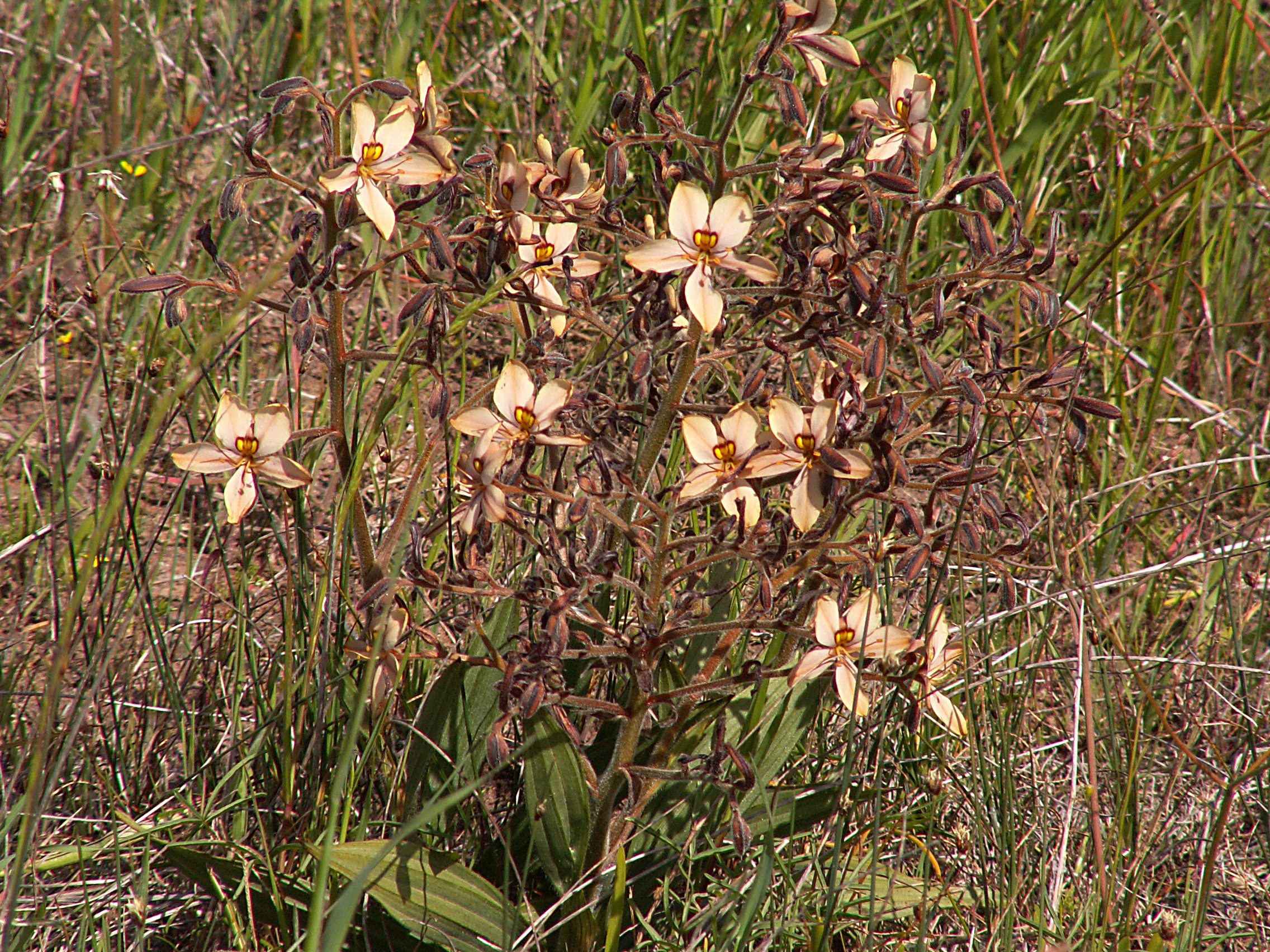